# Mũi Đôi
Mũi Đôi là mũi đất ven biển nằm trên bán đảo Hòn Gốm thuộc xã Vạn Thạnh, huyện Vạn Ninh, tỉnh Khánh Hòa. Đây là điểm cực Đông trên đất liền của Việt Nam, về hướng đông bắc bờ biển của mũi đất khoảng 500 mét là Hòn Đôi - điểm A7 của Đường cơ sở trên biển của Việt Nam.

## Mô tả
Mũi Đôi cách thành phố Nha Trang 80 km về phía bắc, cách thành phố Tuy Hòa 35 km về phía nam.
Mũi Đôi còn có tên gọi khác là mũi Đồi, vì có rất nhiều đồi mồi sống ở đây.
Khu vực mũi đất địa hình cao đầy đá lỏm chỏm và các cồn cát ven biển, rừng hoang sơ còn nhiều, không có dân cư.

## Lịch sử
Năm 2005, Bộ Văn hóa và Thông tin (nay là Bộ Văn hóa, Thể thao và Du lịch) ban hành Quyết định số 13 xếp hạng Mũi Đôi - Hòn Đôi là danh lam thắng cảnh quốc gia. Năm 2014, chính quyền tỉnh Khánh Hòa kêu gọi các doanh nghiệp du lịch đầu tư vào Mũi Đôi - Hòn Đầu, khai thác du lịch, tổ chức tham quan, dã ngoại.
Từ giữa năm 2016, chính quyền tỉnh Khánh Hòa đã bắt đầu lệnh cho xây dựng cột mốc đánh dấu điểm cực Đông. Năm 2017, công trình chính thức ra mắt, công trình là chóp đá hoa cương tam giác đều. Trên cột có khắc dòng chữ "Mũi Đôi - Hòn Đôi (Hòn Đầu), điểm cực Đông trên đất liền, tọa độ 12˚39'0" vĩ độ Bắc - 109˚28'0" kinh độ Đông".
Ngày 22 tháng 9 năm 2019, một đoàn sinh viên vừa tốt nghiệp gồm 16 người đến đây tắm biển, 2 trong số đó thiệt mạng và thi thể được tìm thấy vài ngày sau đó. Đây là một trong nhiều hoạt động du lịch tự phát đã dẫn đến rủi ro tai nạn, do đó Bộ đội biên phòng khu vực đã có văn bản đề nghị hạn chế hoạt động du lịch tại Mũi Đôi và Hòn Đôi.

## Tranh chấp điểm cực Đông
Ngành du lịch hai tỉnh Khánh Hòa và Phú Yên đã từng có tranh cãi về điểm cực Đông trên đất liền của lãnh thổ Việt Nam giữa hai vị trí là Mũi Điện (còn gọi là Mũi Đại Lãnh) thuộc xã Hòa Tâm, thị xã Đông Hòa, tỉnh Phú Yên và Mũi Đôi. Kết quả quan trắc và đo đạc chính xác do thấy Mũi Điện có tọa độ 12˚52'48" vĩ độ Bắc, 109˚27'06" kinh độ Đông. Còn Mũi Đôi có tọa độ 12˚38'39" vĩ độ Bắc - 109˚27'50" kinh độ Đông, nằm về phía Đông so với Mũi Điện. Cục Đo đạc, Bản đồ và Thông tin địa lý Việt Nam trong sách giáo khoa Địa lý lớp 12 do Nhà xuất bản Giáo dục tái bản lần thứ 3-2011 xác định Mũi Đôi là điểm cực Đông trên đất liền của lãnh thổ Việt Nam.

### Sách
- Trần Mạnh Thường (2005). Việt Nam - Văn hóa và du lịch. Nhà xuất bản Thông tấn.
- UBND tỉnh Khánh Hòa (2003). Địa chí Khánh Hòa. Nhà xuất bản Chính trị quốc gia. OCLC 56968041.